# Pentax
Pentax Corporation (ペンタックス株式会社 Pentakkusu Kabushiki-gaisha) o actualment Pentax Ricoh Imaging Company, Ltd, és una empresa òptica japonesa especialitzada en la fabricació d'equipament fotogràfic (càmeres i òptiques), telescopis, òptica esportiva i equipament mèdic. La companyia es va fusionar amb Hoya Corporation el 31 de març del 2008. Actualment, Pentax és una divisió de negoci i marca de Pentax Ricoh Imaging Company Ltd.
Històricament parlant, Pentax és una marca important en el desenvolupament de la fotografia, sent l'empresa que introduí el pentaprisma i la seva contribució bàsica en el desenvolupament dels sistemes amb autofocus, dos elements essencials en qualsevol càmera reflex, tal com la coneixem avui en dia.

## Història

### Primers anys
La companyia es va fundar el novembre de 1919 amb el nom de Asahi Optical Joint Stock Co., per Kumao Kajiwara, en una botiga de Toshima, suburbi de Tòquio, i va començar produint lents.
L'any 1935 va canviar el seu nom pel de Asahi Optical Co., LTD., moment en què es començaven a produir lents per a càmeres fotogràfiques i de cine. Abans i durant la Segona Guerra Mundial, l'empresa es lliurà a la producció dels equips òptics de precisió que la maquinària de guerra japonesa necessitava per la guerra.
Una vegada acabada la guerra, l'empresa va ser dissolta pels vencedors, sense permetre la seva aparició de nou fins a l'any 1948. En aquell moment, Asahi Optical reprengué les seves activitats anteriors a la guerra, comericalitzant prismàtics i lents per càmeres d'altres fabricants com Konica-Minolta.

### Des dels anys 50 fins al 2007
L'inici de la dècada dels 50 marca el retorn dels japonesos a la indústria fotogràfica, que la restitueix als nivells d'abans de la Segona Guerra Mundial. Les forces d'ocupació aliades en territori japonès es van convertir en els principals clients d'aquesta indústria, en gaudir d'un poder adquisitiu molt superior al d'un ciutadà japonès mitjà.
La Guerra de Corea marcà també aquest impuls de la indústria fotogràfica japonesa, a conseqüència que els periodistes occidentals que cobrien el conflicte quedaven sorpresos de la gran qualitat de les òptiques produïdes pels fabricants de Canon, Nikon o la mateixa Asahi Optical, per les seves càmeres telemètriques Leica.
En el 1952 l'empresa llançà la seva primer càmera fotogràfica, l'Asahiflex, convertint-se en la primera càmera SLR del Japó, patentant el pentaprisma que avui en dia tenen totes les càmeres SLR del món. Precisament d'aquesta patent del pentaprisma deriva el nom de Pentax. Des del 1957, l'empresa seria coneguda mundialment com a Asahi Pentax.
En el 2002 va adoptar el que és el seu nom actual: Pentax Corporation. En l'actualitat, Pentax és un dels líders del sector, comercialitzant binoculars, càmeres fotogràfiques, lents i altres accessoris i equips òptics. En el 2004 comptava amb 6000 treballadors en tot el món.

### Fusió amb Hoya Corporation
El desembre de 2006 va començar el procés de fusió de Pentax amb Hoya Corporation per formar Hoya Pentax HD Corporation. L'objectiu principal de la gegantina Hoya era enfortir la seva divisió d'equipament òptic mèdic gràcies a les tecnologies de Pentax en el sector i la seva experiència en l'àmbit d'endoscopis, lents intraoculars, lupes quirúrgiques o ceràmiques biocompatibles. Mentre es realitzaven les negociacions ja s'especulava amb la possible desaparició de la divisió fotogràfica de Pentax.
Un canvi d'accions havia de completar-se abans de l'1 d'octubre de 2007, però el procés va ser cancel·lat l'11 d'abril de 2007. El president de Pentax Corporation Fumio Urano va fer marxa enrere en la fusió i el seu lloc va ser assumit per Takashi Watanuki, que també s'havia mostrat oposat a la fusió amb Hoya. Això no obstant, tot i la postura inicial de Watanuki, el 16 de maig Hoya va fer públic un comunicat en el qual deia que Pentax havia acceptat una oferta de fusió amb condicions. La direcció de Pentax es va veure obligada a acceptar l'oferta d'Hoya per pressions dels seus principals accionistes, fonamentalment Sparx Asset Management.
El 6 d'agost de 2007 Hoya va concretar una oferta pública amistosa pel 90,58% de Pentax Corporation, i el 14 del mateix mes es convertia en una filial consolidada d'Hoya Corporation.

### Pentax Ricoh Imaging Company
El fabricant japonès d'objectius Hoya Corporation va notificar l'1 de juliol de 2011, la venda del seu negoci de càmeres Pentax al fabricant d'impressores i fotocopiadores Ricoh, en un acord, segons el diari Nikkei Business Daily, al voltant de 10 mil milions de '¥ (US$ 124.200.000). El 29 de juliol de 2011, Hoya Pentax va transferir el seu negoci de "sistemes d'imatges" a una filial de recent creació anomenada Pentax Imaging Corp. L'1 d'octubre de 2011, Ricoh va adquirir totes les accions de Pentax Imaging Corp. i va redenominar la nova filial Pentax Ricoh Imaging Company, Ltd. Hoya seguirà utilitzant la marca Pentax per a la seva gamma de productes mèdics, com són els endoscopis.